# 塞楚
塞楚（義大利語：Setzu），是意大利撒丁大区南撒丁省的一个市镇。总面积7.82平方公里，人口152人，人口密度19.4人/平方公里（2009年）。ISTAT代码为106020。